# 海地地理

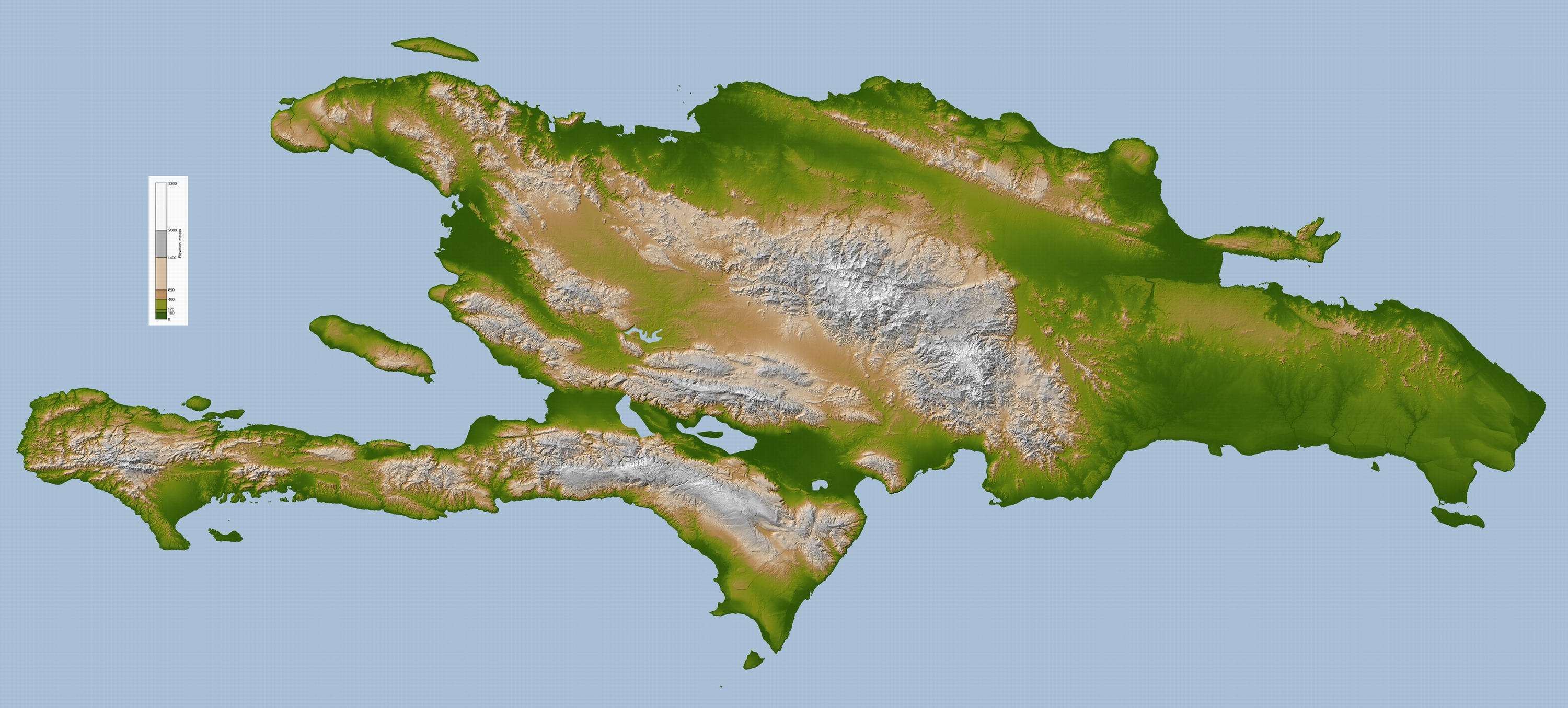
伊斯帕尼奥拉岛地形图

海地位于伊斯帕尼奥拉岛西部，国土面积27,750平方公里，其中27,560平方公里是陆地，190平方公里是内水。海地的海岸线长1,771公里，与邻国多米尼加的边境长360公里。 

## 地貌
海地所在的伊斯帕尼奥拉岛西部海岸十分曲折，但是沿海只有少数几个附属岛屿。海地属于科迪勒拉山系的中段，具有明显的山地特征，分为四条大致平行的东西走向山脉。在地质上，海地所在的伊斯帕尼奥拉岛并非像科迪勒拉山系那样形成于晚白垩纪或古近纪的阿尔卑斯褶皱运动，而是属于新近纪的断层构造产物，其地壳构造运动自上新世开始，至更新世还在继续。海地境内最高点塞勒峰高度为海拔2680米。
海地境内最长的河流为阿蒂博尼特河。该国没有可通航河流。

## 气候
海地有各种热带气候类型，平原地区一般干旱，山区一般湿润，在科迪勒拉山则可见高山寒带气候。地形对湿度的影响很强，例如在信风的向风坡，年降水量可达1905毫米（海地的勒博内），同一地的背风坡则只有559毫米（戈纳伊夫）。
海地境内可分为北部平原、北部山脉、中央高原、海地西北山地、海地中部山地、阿尔蒂博尼特、居尔德萨克、莱奥甘、南部山脉等九个自然景观区。

## 自然资源
由于长年砍伐，海地的植被都是次生植物，包括热带稀树草原、热带旱生林、半荒漠热带旱生灌丛、热带落叶林、半常绿季雨林、热带雨林、山地常绿林等植物。海地的自然资源包括铝矾土、铜、碳酸钙、黄金、大理石和水力。
海地的领海线为12海里，毗邻区为24海里，专属经济区为200海里。